# Fundación para Estudio e Investigación de la Mujer
La Fundación para Estudio e Investigación de la Mujer (FEIM) es una organización no gubernamental sin fines de lucro creada en 1989 en Argentina, por un grupo de mujeres profesionales especialistas en género. Las actividades principales se relacionan con investigaciones, estudios, programas, proyectos y cursos que propugnan mejorar la condición social, laboral, legal, política, económica, familiar y de salud de las mujeres en la Argentina.
Desde el 2006 FEIM cuenta con Estatus Consultivo en Naciones Unidas e integra el Plenario del Consejo de Derechos de Niñas, Niños y Adolescentes de la Ciudad Autónoma de Buenos Aires.

## Objetivos y áreas de trabajo
La fundación tiene entre sus objetivos defender y promover que se garanticen los derechos humanos de mujeres y niñas; contribuir a mejorar las condiciones de vida o desarrollo sostenible para mujeres y niñas; y abogar por alcanzar la igualdad entre mujeres y hombres.
FEIM trabaja sobre las siguientes áreas a través de las cuales desarrolla tareas de investigación y capacitación: derechos de las mujeres; igualdad de géneros; participación política y liderazgo; inserción laboral; medio ambiente y desarrollo sostenible; tercera edad, salud sexual y reproductiva; embarazo adolescente, sexualidad, ETS y VIH/SIDA; violencia contra mujeres; educación sexual integral; acceso a la información pública; y monitoreo ciudadano.
En 2006 la fundación fue reconocida con el premio Cinta Roja por su labor en la lucha contra el HIV/sida.